# Hohenau
Hohenhau este un oraș din departamentul Itapúa, Paraguay.